# Eugyrioides boreealis
Eugyrioides boreealis är en sjöpungsart som beskrevs av Monniot 1977. Eugyrioides boreealis ingår i släktet Eugyrioides och familjen kulsjöpungar. Inga underarter finns listade i Catalogue of Life.